# قانون دوازده لوحه
قانون دوازده لوحه (به لاتین: Leges Duodecim Tabularum)، مجموعه قوانین باستانی بود که قانون روم مبنای آن به شمار می‌رفت.
قانون دوازده لوحه محور اصلی تشکیل جمهوری روم بود و هسته اصلی منش نیاکان را تشکیل می‌داد.
این قانون نتیجه بحث‌ها و جدل‌هایی بود که طی سالیان دراز بین طبقه اشراف با طبقه عوام جامعه صورت گرفته بود.